# 特雷拉泰特峰

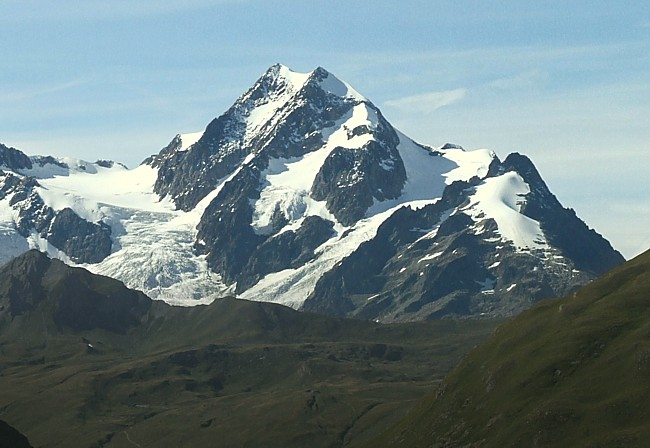

45°47′42″N 6°48′54″E / 45.795°N 6.815°E
特雷拉泰特峰（義大利語：Aiguilles de Trélatête），是意大利的山峰，位於該國西北部，由瓦萊達奧斯塔大區負責管轄，屬於勃朗峰的一部分，海拔高度3,930米，人類在1864年7月12日首次登頂。